# De Wildernisroute
De Wildernisroute (Noors: Villmarksruta) is een landelijke langeafstandsfietsroute in Noorwegen. De route verbindt de stad Trondheim met Halden op de grens met Zweden. Het traject tussen Trysil en Halden is bewegwijzerd in twee richtingen met het cijfer 9 en is onderdeel van de nationale fietsroutes van Noorwegen. 

## Traject
De route begint in Trondheim aan de Atlantische Oceaan. In Trondheim kunnen de EuroVelo EV1 Atlantische Kustroute en de EV3 Pelgrimsroute worden opgepakt. Ook kan worden aangesloten op de landelijke routes 1. De Kustroute en 7. De Pelgrimsroute. 
De route gaat door de fylker Trøndelag, Hedmark, Akershus en Østfold. De route gaat door een dunbevolkt gebied van Noorwegen en voert langs het Nationaal park Skarvan og Roltdalen. Na de bezienswaardige stad Røros - waar kan worden aangesloten op de landelijke route 6. De Sognefjellroute - volgt het meer Femunden. De route loopt grotendeels in de buurt van de grens met Zweden. De route kenmerkt zich door bossen, rivieren en meren.
In Ørje kruist de route de Zweedse landelijke route Unionsleden.
In eindpunt Halden op de grens met Zweden kan worden aangesloten op de EuroVelo EV3 Pelgrimsroute en EV12 Noordzeeroute. Ook kunnen hier de landelijke routes 1. De Kustroute en de 7. De Pelgrimsroute worden opgepakt. De 7 gaat ook van Trondheim naar Halden, maar voert meer westwaarts een andere route en loopt parallel met de EV3.

## Aansluitingen met Europese routes
- In Trondheim kan worden aangesloten op de EuroVelo EV1 Atlantische Kustroute.
- In Trondheim kan worden aangesloten op de EuroVelo EV3 Pelgrimsroute.
- In Halden kan worden aangesloten op de EuroVelo EV3 Pelgrimsroute.
- In Halden kan worden aangesloten op de EuroVelo EV12 Noordzeeroute.

## Aansluitingen met andere routes
- In Trondheim kan worden aangesloten op de landelijke route 1. De Kustroute.
- In Trondheim kan worden aangesloten op de landelijke route 7. De Pelgrimsroute.
- In Røros kan worden aangesloten op de landelijke route 6. De Sognefjellroute.
- In Ørje kruist de route de Zweedse landelijke route Unionsleden.
- In Halden kan worden aangesloten op de landelijke route 1. De Kustroute.
- In Halden kan worden aangesloten op de landelijke route 7. De Pelgrimsroute.